# Tokugawa Ieyasu

wapen Tokugawa-shogunaat

Het kasteel van Nagoya, gebouwd door Ieyasu

Tokugawa Ieyasu (Japans: 徳川家康) (Mikawa, 31 januari 1543 – Kasteel Sunpu (het huidige Shizuoka), 1 juni 1616) was de stichter van het Tokugawa-shogunaat van Japan. Hij behoorde tot het Huis Minamoto en was een van de drie personen die het feodale Japan hebben verenigd (de andere twee zijn Oda Nobunaga en Toyotomi Hideyoshi).
Ieyasu was aanvankelijk daimyo (大名) van Mikawa (het oostelijk deel van de huidige prefectuur Aichi) waar zijn geboorteplaats het Kasteel Okazaki ligt. Onder het regime van Hideyoshi zag hij zich gedwongen in 1590 diens aanbod aan te nemen om het bestuur over de regio Kanto op zich te nemen. Wegens zijn invloed was Ieyasu een belangrijke bondgenoot van Oda Nobunaga. Na de dood van Nobunaga werd Hideyoshi Japans belangrijkste heerser, en werd Ieyasu tot een van de vijf regenten (tairo) benoemd die op Hideyoshi's zoon Toyotomi Hideyori moesten letten.
Toen Hideyoshi in 1598 overleed, was Hideyori slechts vijf jaar oud. Hij kwam onder de hoede van Toyotomi's trouwste bondgenoot Ishida Mitsunari, die het Toyotomi-bondgenootschap bij elkaar probeerde te houden. Ieyasu zag hierin een gelegenheid om de macht te veroveren op de daimyo's die trouw gebleven waren aan Toyotomi, en bracht een "oostelijk leger" bij elkaar om het tegen Ishida op te nemen.
De daarop volgende slag bij Sekigahara (1600) eindigde in een vernietigende nederlaag voor Ishida's 'westelijke leger'. In 1603 werd Tokugawa Ieyasu shogun van bijna geheel verenigd Japan, een concept dat door Oda Nobunaga en Toyotomi Hideyoshi juist was verlaten. 
Om de eenwording van zijn land te bewerkstelligen stelde Ieyasu twee beleidslijnen van afzondering in:
1. ten behoeve van een veilig en welvarend bestaan van zijn shogunaat (bakufu) moest de keizerlijke troon gescheiden worden van het leven in Japan. De keizer (Tennō) mocht geen connecties hebben met de machtige militaire families in Japan en vice versa, maar hij mocht slechts een bemiddelaar tussen de goden en het volk zijn.
2. Japan diende de buitenlandse contacten en invloeden tot een noodzakelijk minimum te beperken. Ieyasu achtte dat een voorwaarde om na de Sengoku-periode, een eeuw van sociale onrust en burgeroorlog, een stabiel Japan te realiseren. In 1614 werden de uitoefening van het christendom en de missie van de jezuïeten in Japan verboden en kregen de missionarissen opdracht het land te verlaten. De feitelijke afsluiting van Japan van de buitenwereld (sakoku) vond later plaats, tijdens het shogunaat van zijn kleinzoon Tokugawa Iemitsu.

Ieyasu had veel zonen. Hij stelde drie van hen aan als hoofd van naburige clans die de daimyo van de belangrijkste hans zouden zijn, en toekomstige shoguns zouden leveren. Het belangrijkste huis was dat van de Owari-clan, met een kasteel in Nagoya, een strategisch belangrijke plaats langs de Tokaido in de huidige prefectuur Aichi. Het volgende was de Kii (of Kishu)-clan in Wakayama. Deze plaats ten zuiden van Osaka en Kioto (waar het shogunaat versterkingen bezat) bood een sterke positie in Kansai en op de Seto-zee. De achtste shogun, Yoshimune, werd geboren in de Kii-lijn. De derde was de Mito-clan. Hun gebied beheerste een belangrijk deel van de Kanto langs de kust van de Stille Oceaan. Andere zonen namen Matsudaira als achternaam aan (de achternaam die Ieyasu had geërfd) en werden daimyo's van minder belangrijke hans.
Ieyasu trad in 1605 af ten gunste van zijn zoon Tokugawa Hidetada. Het door Ieyasu gestichte Tokugawa-shogunaat overleefde tot het midden van de negentiende eeuw. Terwijl Japan in die periode volledig was afgesloten van de buitenwereld, kende het vrede en stabiliteit.
Hoewel zijn nazaten de Japanners verboden om naar het buitenland te gaan, was Ieyasu zelf actief betrokken bij buitenlandse handel. In zijn tijd reisden veel Japanners aan boord van schepen met een rood zegel naar havens in Zuidoost-Azië. Buitenlandse handelaren, waaronder Chinezen, Portugezen, Spanjaarden, Nederlanders, Engelsen, en Siamezen, werden verwelkomd in Japanse havens. William Adams, die als schipbreukeling van het Nederlandse galjoen De Liefde aan land spoelde, werd de buitenlandse adviseur van de eerste shogun; Jacques Specx de grondlegger van de handel met Japan.
Ieyasu's greep naar de macht behoort tot de bekendste verhalen in de Japanse geschiedenis. Het werd door James Clavell bewerkt voor zijn roman Shogun (1975). In de roman, en in de twee mini-televisieseries uit 1980 en 2024, komt Ieyasu voor onder de naam 'Toranaga'.
Ieyasu werd na zijn dood bijgezet in een schrijn in Nikko. Zijn mausoleum Toshogu (日光東照宮) in Nikko is tegenwoordig een bekende toeristische bestemming. Sargent schreef in The Forest Flora of Japan (1894) dat een daimyo die te arm was om tijdens de begrafenis een stenen lantaarn te laten aanbieden, in plaats daarvan toestemming vroeg om een laan van sugi (Japanse ceder) te laten aanplanten 'opdat toekomstige bezoekers tegen de hitte van de zon zouden zijn beschermd'. Het aanbod werd aanvaard; de laan, die nog steeds bestaat, is meer dan 65 kilometer lang en 'heeft zijn gelijke niet in statige grandeur'.
| Voorganger: geen (zie Sengoku-periode) | Tokugawa Shogun 1603–1605 | Opgevolgd door: Tokugawa Hidetada |